# Арго (фільм)
«Арго» (англ. «Argo») — оскароносний американський драматичний історичний фільм 2012 року режисера Бена Аффлека. Картина створена на основі книги «Майстер перевтілення» (англ. The Master of Disguise) Тоні Мендеза, що заснована на реальних подіях, пов'язаних зі звільненням захоплених у 1979 році американських заручників у посольстві США в Тегерані.
Сценарій картини написали спільно Кріс Терріо (власне сценарій), Джошуа Бірман (стаття «Втеча з Тегерана») і Тоні Мендез (книга). Прем'єра фільму відбулася 12 жовтня 2012 року. Переклад та озвучення українською мовою зроблено студією «Омікрон» на замовлення Hurtom.com у лютому 2013 року у рамках проєкту «Хочеш кіно українською? Замовляй!».

## Сюжет
4 листопада 1979 року революція в Ірані досягає точки кипіння, коли при штурмі посольства США в полон було взято більше ніж 60 дипломатів. Але в цьому хаосі шістьом з них вдається вислизнути й знайти притулок у будинку канадського посла. Розуміючи, що, відшукавши втікачів, іранські війська влаштують їм публічну страту, фахівець ЦРУ з таємного вивозу людей з країни Тоні Мендез пропонує нестандартний та дуже ризикований план їх евакуації.

## У ролях
| Актор           | Персонаж                           | Роль                                                    |
| --------------- | ---------------------------------- | ------------------------------------------------------- |
| Бен Аффлек      | Тоні Мендез (Tony Mendez)          | агент ЦРУ                                               |
| Браян Кренстон  | Джек О'Доннел (Jack O'Donnell)     | керівник Мендеза                                        |
| Алан Аркін      | Лестер Сіґел (Lester Siegel)       | голлівудський кінопродюсер                              |
| Джон Ґудмен     | Джон Чемберс (John Chambers)       | голлівудський гример, раніше допомагав ЦРУ              |
| Тейт Донован    | Боб Андерс (Bob Anders)            | американський агент консульства                         |
| Клеа Дюваль     | Кора Ліджек (Cora Lijek)           | працівниця посольства у Тегерані, дружина Марка Ліджека |
| Крістофер Денам | Марк Ліджек (Mark Lijek)           | працівник посольства у Тегерані, чоловік Кори Ліджек    |
| Скут Макнейрі   | Джо Стаффорд (Joe Stafford)        |                                                         |
| Керрі Біше      | Кеті Стаффорд (Kathy Stafford)     |                                                         |
| Віктор Ґарбер   | Кен Тейлор (Ken Taylor)            | канадський дипломат                                     |
| Кайл Чендлер    | Гемілтон Джордан (Hamilton Jordan) | начальник штабу США                                     |
| Боб Ґантон      | Сайрус Венс (Cyrus Vance)          | американський державний діяч                            |
| Річард Кайнд    | Макс Кляйн (Max Klein)             |                                                         |
| Майкл Паркс     | Джек Кірбі (Jack Kirby)            | автор коміксів, художник і письменник                   |
| Тейлор Шиллінг  | Крістін Мендес (Christine Mendez)  |                                                         |
| Гелена Картер   | Секретарка Джордан                 |                                                         |

## Сприйняття

### Критика
Фільм отримав загалом позитивні відгуки: Rotten Tomatoes дав оцінку 96% на основі 259 відгуків від критиків (середня оцінка 8,4/10) і 93% від глядачів із середньою оцінкою 4,3/5 (101 399 голосів), відзначивши, що «напружений, захопливий і часто із чорним гумором, «Арго» відтворює історичні події з великою увагою до деталей і добре описаних персонажів», Internet Movie Database — 7,9/10 (184 730 голосів), Metacritic — 86/100 (45 відгуків) і 7,9/10 від глядачів (528 голосів).
Американський кінокритик Роджер Еберт дав фільмові 4 з 4 зірок, сказавши, що „«Арго», реальний фільм про видуманий фільм, що є як чарівним, так і навдивовижу смішним“. 
Пітер Садермен у виданні «Вошингтон таймс» сказав, що „це фільм із попередньої епохи — менш шалений, менш видовищний, більше зосереджений на оповіді, а не на відчуттях“. Слабкою стороною, «якщо така у фільмі є», він назвав сценарій, бо «К. Терріо побудував сцени так, щоб створити напруження, проте додав занадто багато персонажів, що недостатньо розкриваються». 
Американський кінокритик Стівен Голден помістив фільм на 5 місце у списку 11 найкращих фільмів 2012 року за власною версією, порівнюючи його із фільмом «Хвіст крутить собакою».
Жіон Ґомеші (який має іранське походження) канадський письменник та ведучий на радіо сказав, що ця «історія заслуговує на любов як розважальний політичний трилер. Проте заслуговує менше любові за несвоєчасне і дуже проблематичне зображення іранців». І, на його думку, «практично жоден із позитивних відгуків у популярних ресурсах не „закричав“ про незбалансований опис цілої етнічної національної групи, а також про ширше значення такого зображення».
Жуан Коул, професор історії у Мічиганському університеті, заявив, що «розповідь фільму не може забезпечити адекватний історичний контекст для подій, що вона зображує, і такі упущення призводять до того, що всі герої іранців у фільмі зображені як етнічні стереотипи».

### Реакція в Ірані
В Ірані фільм не викликав майже ніякої реакції, оскільки його визнали «антиіранським» і заборонили для перегляду, не з'являвся навіть у піратській версії (ентузіасти дивились через проксі-сервери, щоб оминути цензуру).
Проте згідно з іншими повідомленнями, фільм із перськими субтитрами став дуже популярним в Ірані. Продавці нелегальних DVD-дисків стверджують, що це «бестселер року, якого продано декілька сотень тисяч копій».
Декому фільм сподобався, інші не були ним вражені, дехто підозрює, що «Арго» є спробою створення хорошого іміджу США у принизливій для них ситуації. Тегеранський режисер Атаола Салманіан назвав фільм «Арго» «неісторичним».
У відповідь на вихід фільму, Іран планує зняти власний фільм, «Генштаб» (англ. The General Staff), його режисером буде Атаола Салманіан. Згідно з його слів, «це буде гідна відповідь фільму «Арго». Також місцева влада планує подати судовий позов проти Голлівуду на фільм, бо, на думку Тегерана, там «навмисно спотворений образ країни». Таке рішення було прийнято після того, як група іранських чиновників і кінокритиків переглянула фільм на закритому показі у Тегерані 11 березня 2013 року.

### Касові збори
Під час показу у США, що стартував 12 жовтня 2012 року, протягом першого тижня фільм пройшов у 3,232 кінотеатрах і зібрав $19,458,109, що на той час дозволило йому зайняти 2 місце серед усіх прем'єр. Показ протривав 195 днів (27,9 тижня) і закінчився 24 квітня 2013 року, зібравши у прокаті у США $136,024,128, а у світі — $96,300,000, тобто $232,324,128 загалом, при бюджеті $44,5 млн.

### Нагороди і номінації[24]
| Рік  | Нагорода                                                         | Категорія                                              | Номінант | Результат  |
| ---- | ---------------------------------------------------------------- | ------------------------------------------------------ | --- | ---------- |
| 2012 | Austin Film Critics Association                                  | Найкращий адаптований сценарій                         | Кріс Терріо | Перемога   |
| 2012 | Austin Film Critics Association                                  | Найкращий фільм                                        | фільм | Номінація  |
| 2012 | Спілка кінокритиків Бостона                                      | Найкращий монтаж                                       | Вільям Ґолденберґ | 2-е місце  |
| 2012 | California on Location Awards                                    | Location Professional of the Year — Features           | Кріс Бо | Перемога   |
| 2012 | Chicago Film Critics Association Awards                          | Найкращий адаптований сценарій                         | Кріс Терріо | Номінація  |
| 2012 | Chicago Film Critics Association Awards                          | Найкращий режисер                                      | Бен Аффлек | Номінація  |
| 2012 | Chicago Film Critics Association Awards                          | Найкращий монтаж                                       | Вільям Ґолденберґ | Номінація  |
| 2012 | Chicago Film Critics Association Awards                          | Найкращий оригінальний саундтрек                       | Олександр Деспла | Номінація  |
| 2012 | Chicago Film Critics Association Awards                          | Найкращий фільм                                        | фільм | Номінація  |
| 2012 | Dallas-Fort Worth Film Critics Association Awards                | Найкращий фільм                                        | фільм | 2-е місце  |
| 2012 | Dallas-Fort Worth Film Critics Association Awards                | Найкращий режисер                                      | Бен Аффлек | 3-є місце  |
| 2012 | Dallas-Fort Worth Film Critics Association Awards                | Найкращий сценарій                                     | Кріс Терріо | Номінація  |
| 2012 | Dallas-Fort Worth Film Critics Association Awards                | Найкращий актор другого плану                          | Алан Аркін | Номінація  |
| 2012 | Florida Film Critics Circle Awards                               | Найкращий адаптований сценарій                         | Кріс Терріо | Номінація  |
| 2012 | Florida Film Critics Circle Awards                               | Найкращий режисер                                      | Бен Аффлек | Номінація  |
| 2012 | Florida Film Critics Circle Awards                               | Найкращий фільм                                        | фільм | Номінація  |
| 2012 | Las Vegas Film Critics Society Awards                            | Найкращий фільм                                        | фільм | 3-тє місце |
| 2012 | Hollywood Film Festival                                          | Акторський склад року                                  | Філіп Бейкер Холл, Желько Іванек, Алан Аркін, Тітус Уеллівер, Ричард Кайнд, Кайл Чандлер, Клеа Дюваль, Віктор Гарбер, Тейт Донован, Рорі Кохрейн, Боб Гантон, Керрі Біше, Тейлор Шиллінґ, Брайан Кренстон, Джон Ґудман, Скут Макнейра, Бен Аффлек, Крістофер Денам, Майкл Паркс, Крістофер Стенлі | Перемога   |
| 2012 | Los Angeles Film Critics Association Awards                      | Найкращий сценарій                                     | Кріс Терріо | Перемога   |
| 2012 | Los Angeles Film Critics Association Awards                      | Найкращий монтаж                                       | Вільям Ґолденберґ | Перемога   |
| 2012 | National Board of Review, USA                                    | Найкращі фільми                                        | фільм | Перемога   |
| 2012 | National Board of Review, USA                                    | Нагорода за особливі досягнення у кіно                 | Бен Аффлек | Перемога   |
| 2012 | National Board of Review, USA                                    | Нагорода Spotlight                                     | Джон Ґудман | Перемога   |
| 2012 | New York Film Critics Circle Awards                              | Найкращий фільм                                        | фільм | 2-ге місце |
| 2012 | New York Film Critics Circle Awards                              | Найкращий режисер                                      | Бен Аффлек | 3-тє місце |
| 2012 | Phoenix Film Critics Society Awards                              | Найкращий адаптований сценарій з іншого середовища     | Кріс Терріо | Перемога   |
| 2012 | Phoenix Film Critics Society Awards                              | Найкращий режисер                                      | Бен Аффлек | Номінація  |
| 2012 | Phoenix Film Critics Society Awards                              | Найкращий акторський склад                             | Скут Макнейра, Джон Ґудман, Тейт Донован, Кріс Мессіна, Бен Аффлек, Алан Аркін, Віктор Гарбер, Крістофер Денам, Брайан Кренстон, Керрі Біше, Желько Іванек, Клеа Дюваль, Кайл Чандлер, Рорі Кохрейн                                                                                               | Номінація  |
| 2012 | Phoenix Film Critics Society Awards                              | Найкращий монтаж                                       | Вільям Ґолденберґ | Номінація  |
| 2012 | Phoenix Film Critics Society Awards                              | Найкращий фільм                                        | фільм | Номінація  |
| 2012 | Phoenix Film Critics Society Awards                              | Найкращий адаптований сценарій                         | Кріс Терріо | Номінація  |
| 2012 | San Diego Film Critics Society Awards                            | Найкращий адаптований сценарій                         | Кріс Терріо | Перемога   |
| 2012 | San Diego Film Critics Society Awards                            | Найкращий режисер                                      | Бен Аффлек | Перемога   |
| 2012 | San Diego Film Critics Society Awards                            | Найкращий монтаж                                       | Вільям Ґолденберґ | Перемога   |
| 2012 | San Diego Film Critics Society Awards                            | Найкращий фільм                                        | фільм | Перемога   |
| 2012 | San Diego Film Critics Society Awards                            | Найкраще виконання акторським складом                  | Кайл Чандлер, Клеа Дюваль, Желько Іванек, Віктор Гарбер, Керрі Біше, Рорі Кохрейн, Бен Аффлек, Джон Ґудман, Алан Аркін, Скут Макнейра, Шейла Ванд, Крістофер Денам, Тітус Уеллівер, Тейт Донован, Кріс Мессіна, Брайан Кренстон                                                                   | Номінація  |
| 2012 | San Diego Film Critics Society Awards                            | Найкращий дизайн продукції                             | Шерон Сеймур | Номінація  |
| 2012 | San Diego Film Critics Society Awards                            | Найкраща музика                                        | Олександр Деспла | Номінація  |
| 2012 | San Diego Film Critics Society Awards                            | Найкращий актор другого плану                          | Алан Аркін | Номінація  |
| 2012 | San Francisco Film Critics Circle                                | Найкращий монтаж                                       | Вільям Ґолденберґ | Перемога   |
| 2012 | Satellite Awards                                                 | Найкращий режисер                                      | Бен Аффлек | Номінація  |
| 2012 | Satellite Awards                                                 | Найкращий адаптований сценарій                         | Кріс Терріо | Номінація  |
| 2012 | Satellite Awards                                                 | Найкращий кінофільм                                    | фільм | Номінація  |
| 2012 | Southeastern Film Critics Association Awards                     | Найкращий адаптований сценарій                         | Кріс Терріо | Перемога   |
| 2012 | Southeastern Film Critics Association Awards                     | Найкращий режисер                                      | Бен Аффлек | Перемога   |
| 2012 | Southeastern Film Critics Association Awards                     | Найкращий фільм                                        | фільм | Перемога   |
| 2012 | Міжнародний кінофестиваль у Торонто                              | Нагорода «Вибір людей»                                 | Бен Аффлек | Перемога   |
| 2012 | Washington DC Area Film Critics Association Awards               | Найкращий адаптований сценарій                         | Кріс Терріо | Номінація  |
| 2012 | Washington DC Area Film Critics Association Awards               | Найкращий режисер                                      | Бен Аффлек | Номінація  |
| 2012 | Washington DC Area Film Critics Association Awards               | Найкращий акторський ансамбль                          | | Номінація  |
| 2012 | Washington DC Area Film Critics Association Awards               | Найкращий фільм                                        | фільм | Номінація  |
| 2012 | Washington DC Area Film Critics Association Awards               | Найкращий актор другого плану                          | Алан Аркін | Номінація  |
| 2013 | AFI Awards                                                       | Фільм року                                             | Ґрант Геслоу, Бен Аффлек, Джордж Клуні | Перемога   |
| 2013 | 85-та церемонія вручення вручення нагороди «Оскар»               | Найкращий фільм                                        | Ґрант Геслоу, Бен Аффлек, Джордж Клуні | Перемога   |
| 2013 | 85-та церемонія вручення вручення нагороди «Оскар»               | Найкраща чоловіча роль другого плану                   | Алан Аркін | Номінація  |
| 2013 | 85-та церемонія вручення вручення нагороди «Оскар»               | Найкращий адаптований сценарій                         | Кріс Теріо | Перемога   |
| 2013 | 85-та церемонія вручення вручення нагороди «Оскар»               | Найкращий монтаж                                       | Вільям Ґолденберґ | Перемога   |
| 2013 | 85-та церемонія вручення вручення нагороди «Оскар»               | Найкращий звуковий монтаж                              | Ерік Аадал, Ітан Ван дер Рин | Номінація  |
| 2013 | 85-та церемонія вручення вручення нагороди «Оскар»               | Найкращий звук                                         | Джон Райц, Ґреґґ Рудлофф, Хосе Антоніо Ґарсі | Номінація  |
| 2013 | 85-та церемонія вручення вручення нагороди «Оскар»               | Найкраща музика до фільму                              | Олександр Деспла | Номінація  |
| 2013 | American Cinema Editors                                          | Найкращий монтаж художнього фільму — драма             | Вільям Ґолденбер | Перемога   |
| 2013 | Art Directors Guild                                              | Нагорода «Досконалість створеного дизайну»             | Шерон Сеймур | Номінація  |
| 2013 | AACTA International Award                                        | Найкращий фільм                                        | Ґрант Геслоу, Бен Аффлек, Джордж Клуні | Номінація  |
| 2013 | AACTA International Award                                        | Найкраща режисура                                      | Бен Аффлек | Номінація  |
| 2013 | AACTA International Award                                        | Найкращий сценарій                                     | Кріс Теріо | Номінація  |
| 2013 | Awards of the Japanese Academy                                   | Найкращий іноземний фільм                              | | Номінація  |
| 2013 | Премія БАФТА у кіно 2013                                         | Найкращий фільм                                        | Ґрант Геслоу, Бен Аффлек, Джордж Клуні | Перемога   |
| 2013 | Премія БАФТА у кіно 2013                                         | Найкращий режисер                                      | Бен Аффлек | Перемога   |
| 2013 | Премія БАФТА у кіно 2013                                         | Найкращий адаптований сценарій                         | Кріс Теріо | Номінація  |
| 2013 | Премія БАФТА у кіно 2013                                         | Найкраща чоловіча роль                                 | Бен Аффлек | Номінація  |
| 2013 | Премія БАФТА у кіно 2013                                         | Найкраща чоловіча роль другого плану                   | Алан Аркін | Номінація  |
| 2013 | Премія БАФТА у кіно 2013                                         | Найкраща музика до фільму                              | Олександр Деспла | Номінація  |
| 2013 | Премія БАФТА у кіно 2013                                         | Найкращий монтаж                                       | Вільям Ґолденберґ | Перемога   |
| 2013 | Broadcast Film Critics Association Awards (Critics Choice Award) | Найкращий режисер                                      | Бен Аффлек | Перемога   |
| 2013 | Broadcast Film Critics Association Awards (Critics Choice Award) | Найкращий фільм                                        | фільм | Перемога   |
| 2013 | Broadcast Film Critics Association Awards (Critics Choice Award) | Найкращий акторський склад                             | | Номінація  |
| 2013 | Broadcast Film Critics Association Awards (Critics Choice Award) | Найкращий адаптований сценарій                         | Кріс Теріо | Номінація  |
| 2013 | Broadcast Film Critics Association Awards (Critics Choice Award) | Найкращий монтаж                                       | Вільям Ґолденберґ | Номінація  |
| 2013 | Broadcast Film Critics Association Awards (Critics Choice Award) | Найкраща музика до фільму                              | Олександр Деспла | Номінація  |
| 2013 | Broadcast Film Critics Association Awards (Critics Choice Award) | Найкращий актор другого плану                          | Алан Аркін | Номінація  |
| 2013 | Central Ohio Film Critics Association (COFCA Award)              | Найкращий режисер                                      | Бен Аффлек | 2-ге місце |
| 2013 | Central Ohio Film Critics Association (COFCA Award)              | Найкращий фільм                                        | фільм | 2-ге місце |
| 2013 | Central Ohio Film Critics Association (COFCA Award)              | Найкращий адаптований сценарій                         | Кріс Теріо | 2-ге місце |
| 2013 | Cinema Writers Circle Awards, Spain                              | Найкращий іноземний фільм                              | Бен Аффлек | Номінація  |
| 2013 | Costume Designers Guild Awards                                   | Досконалість у костюмах для фільмів — історичні фільми | Жаклін Вест | Номінація  |
| 2013 | Costume Designers Guild Awards                                   | Досконалість у історичних фільмах                      | Жаклін Вест | Номінація  |
| 2013 | Кінопремія «Сезар»                                               | Найкращий іноземний фільм                              | Бен Аффлек | Номінація  |
| 2013 | Directors Guild of America, USA (DGA Award)                      | Видатні режисерські досягнення у художньому фільмі     | Девід Дж. Уебб (перший помічник режисера), Гевін Kleintop (другий помічник режисера), Кларк Кредл (другий помічник режисера), Бен Аффлек, Белкіс Туран (перший помічник режисера, Туреччина), Ян Каліп (другий помічник режисера), Емі Герман (керівник виробничої одиниці)                       | Перемога   |
| 2013 | «Золотий глобус»                                                 | Найкращий режисер — художній фільм                     | Бен Аффлек | Перемога   |
| 2013 | «Золотий глобус»                                                 | Найкращий художній фільм                               | фільм | Перемога   |
| 2013 | «Золотий глобус»                                                 | Найкращий оригінальний саундтрек — художній фільм      | Олександр Деспла | Номінація  |
| 2013 | «Золотий глобус»                                                 | Найкраща акторська роль другого плану у кінофільмі     | Алан Аркін | Номінація  |
| 2013 | «Золотий глобус»                                                 | Найкращий сценарій — художній фільм                    | Кріс Теріо | Номінація  |
| 2013 | Irish Film and Television Awards                                 | Найкращий міжнародний фільм                            | фільм | Перемога   |
| 2013 | Irish Film and Television Awards                                 | Найкращий міжнародний актор                            | Бен Аффлек | Номінація  |
| 2013 | Kansas City Film Critics Circle Awards                           | Найкращий адаптований сценарій                         | Кріс Теріо | Перемога   |
| 2013 | London Critics Circle Film Awards                                | Фільм року                                             | фільм | Номінація  |
| 2013 | London Critics Circle Film Awards                                | Сценарист року                                         | Кріс Теріо | Номінація  |
| 2013 | London Critics Circle Film Awards                                | Актор року другого плану                               | Алан Аркін | Номінація  |
| 2013 | London Critics Circle Film Awards                                | Технічні досягнення року                               | Вільям Ґолденберґ (монтаж) | Номінація  |
| 2013 | Online Film Critics Society Awards                               | Найкращий адаптований сценарій                         | Кріс Теріо | Номінація  |
| 2013 | Online Film Critics Society Awards                               | Найкращий режисер                                      | Бен Аффлек | Перемога   |
| 2013 | Online Film Critics Society Awards                               | Найкращий монтаж                                       | Вільям Ґолденберґ | Перемога   |
| 2013 | Online Film Critics Society Awards                               | Найкращий актор другого плану                          | Алан Аркін | Номінація  |
| 2013 | Online Film Critics Society Awards                               | Найкращий фільм                                        | фільм | Номінація  |
| 2013 | Премія Гільдії сценаристів США                                   | Найкращий адаптований сценарій                         | Кріс Теріо | Перемога   |

## Про фільм

### Цікаві факти[28]
- У фільмі показано зруйнований надпис HOLLYWOOD, проте він був відновлений 1978 року, за рік до подій, що висвітлюються у фільмі.
- Сценарій «Арго» (що використовувався ЦРУ, а не у цьому фільмі) — з нествореного художнього фільму «Бог Світла» на основі однойменного роману Роджера Желязни 1967 року.
- Персонаж Джек Кірбі (англ. Jack Kirby, якого зіграв Майкл Паркс), якого у фільмі показують як художника розкадрування фальшивого фільму, є тим самим Джеком Кірбі — першопрохідцем американської індустрії коміксів. Він насправді створив розкадрування для адаптації роману «Бог Світла» Роджера Желязни, що використовувалась як «доказ» створення фільму під час справжньої операції «Канадська хитрість».
- У фільмі стверджується, що і британське і новозеландське посольства відмовили шістьом біженцям. Насправді британське посольство прихистило їх на декілька днів, проте всі погодились, що канадське посольство є найбезпечнішим і найпридатнішим і тому вони туди перебралися. Новозеландські посадовці перевозили їх, а британці допомагали іншим американцям в Ірані. Режисер визнав, що навмисно відійшов від реальних подій, щоб прискорити темп і створити напруженість.
- Для того, щоб створити атмосферу 1970-их років, Бен Аффлек знімав фільм на звичайну плівку, розрізав кадри надвоє і збільшував ці зображення до 200 %, щоб збільшити їхню зернистість. Для сцен у штаб-квартирі ЦРУ він повторив рухи камери й шум в офісах, як у фільмі «Вся президентська рать», а для сцен з Лос-Анджелесу — як у «Вбивстві китайського букмекера».

### Ляпи[29]
- В одній зі сцен показують по телебаченню переможну промову Теда Кеннеді у Нью-Йорку і праймериз у Коннектикуті. Це відбулося 25 березня 1980 року, а місія була виконана 27 січня того ж року.
- На загальному плані літака, коли він злітає із Далласу і летить до Лондона, видно дводвигуновий реактивний літак, проте подібні лайнери не використовувалися у трансатлантичних польотах до 1985 року.
- Морські піхотинці США у посольстві одягнені в уніформу BDU (Battle Dress Uniforms), яка введена восени 1981 року.
- Під час зустрічі в офісі Макса Кляйна на полиці помітно копію автобіографії Сіда Сезара «Де я був?» Ці спогади опубліковані 1983 року.